# Opel Combo
O Combo é um modelo utilitário/furgão compacto da fabricante alemã de automóveis Opel.

## Galeria

Gerações do Opel Combo
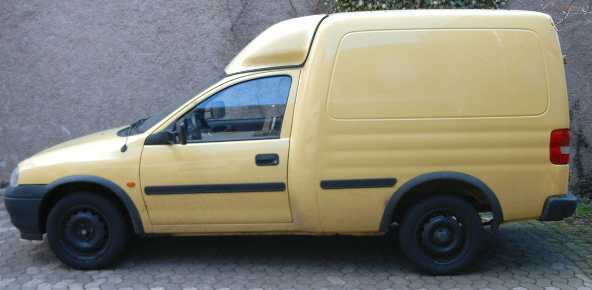
1º geração do Opel Combo (1993-2001)
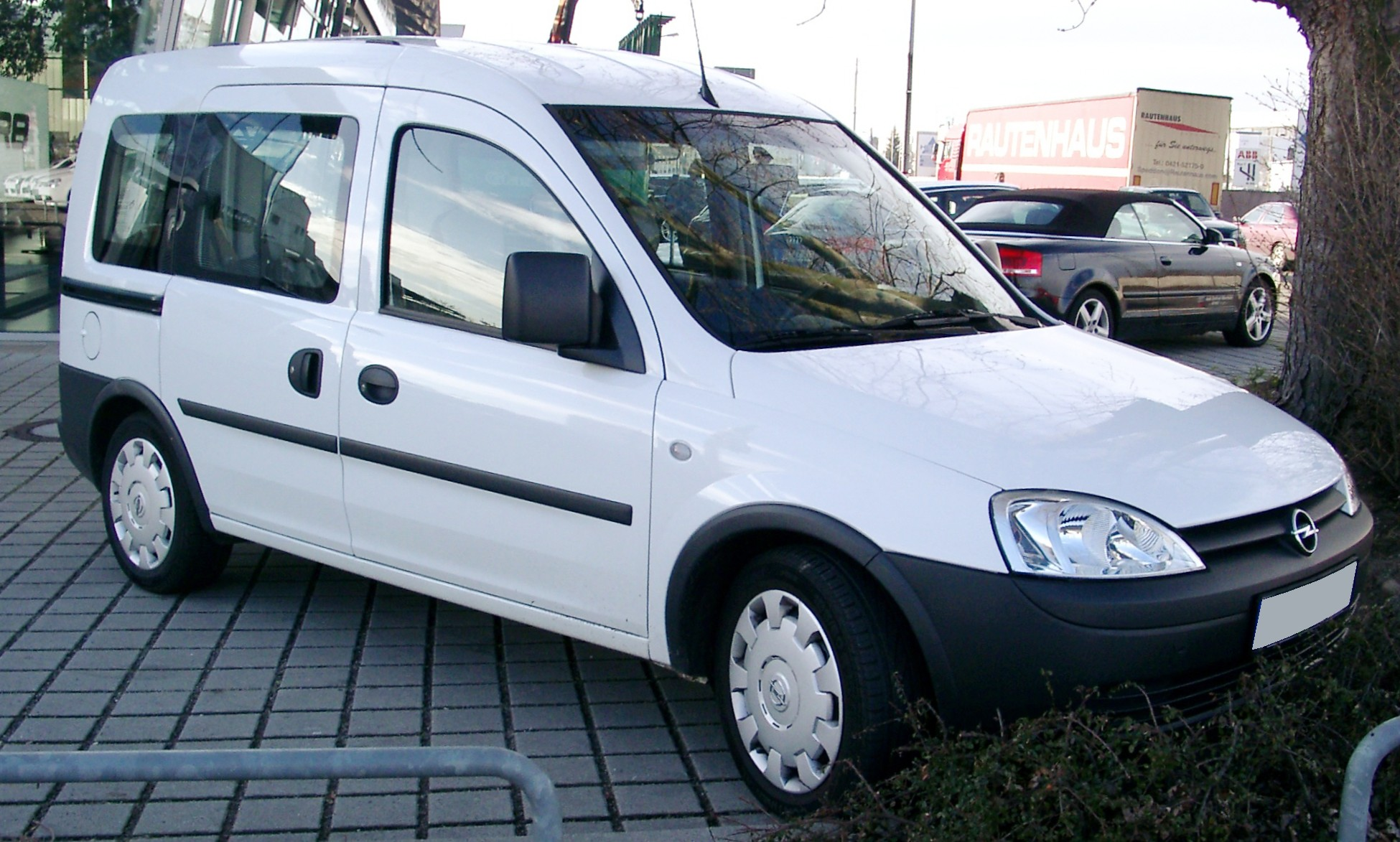
2º geração do Opel Combo (2001-2011)
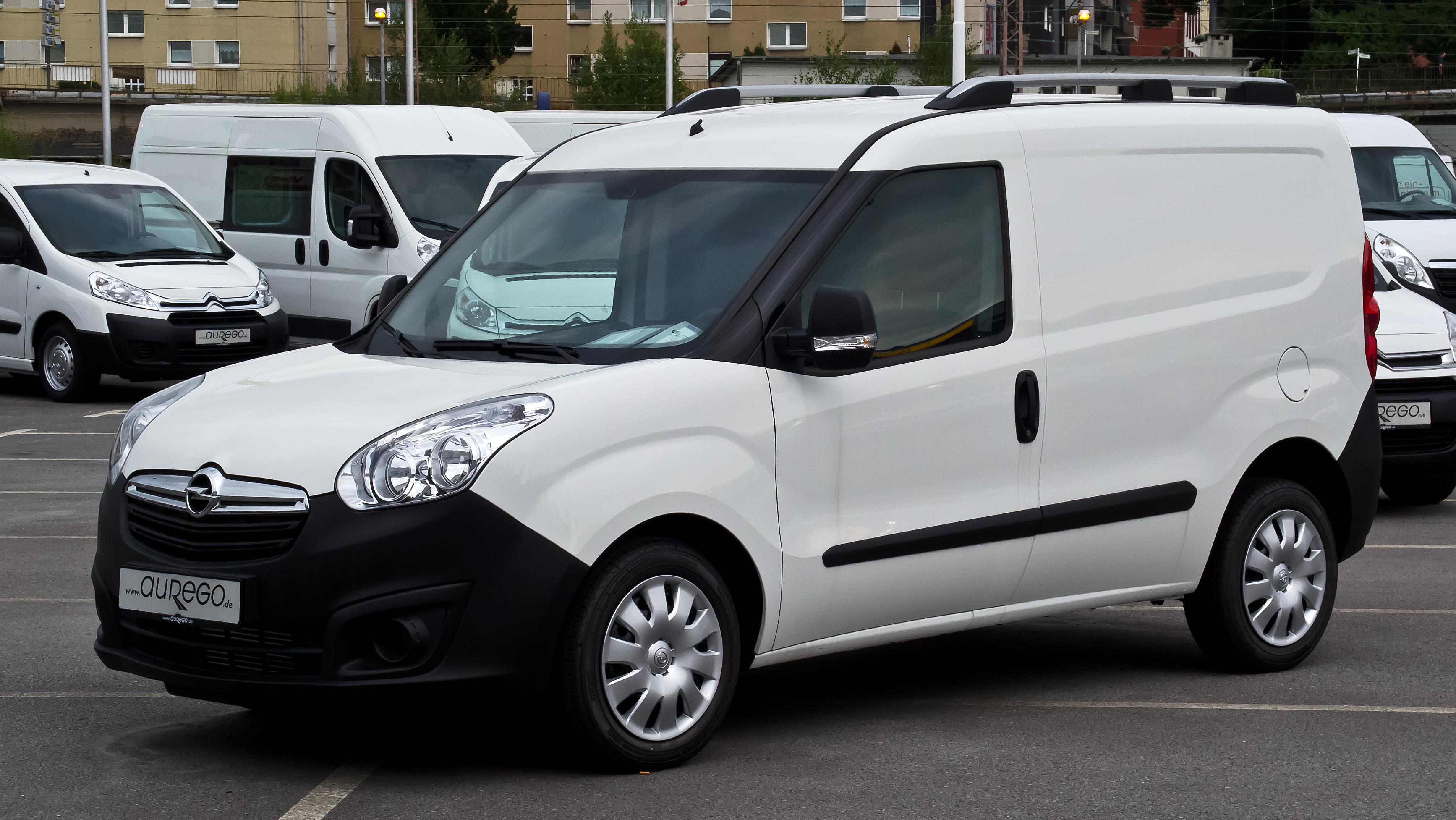
3º geração do Opel Combo (2011-2018)
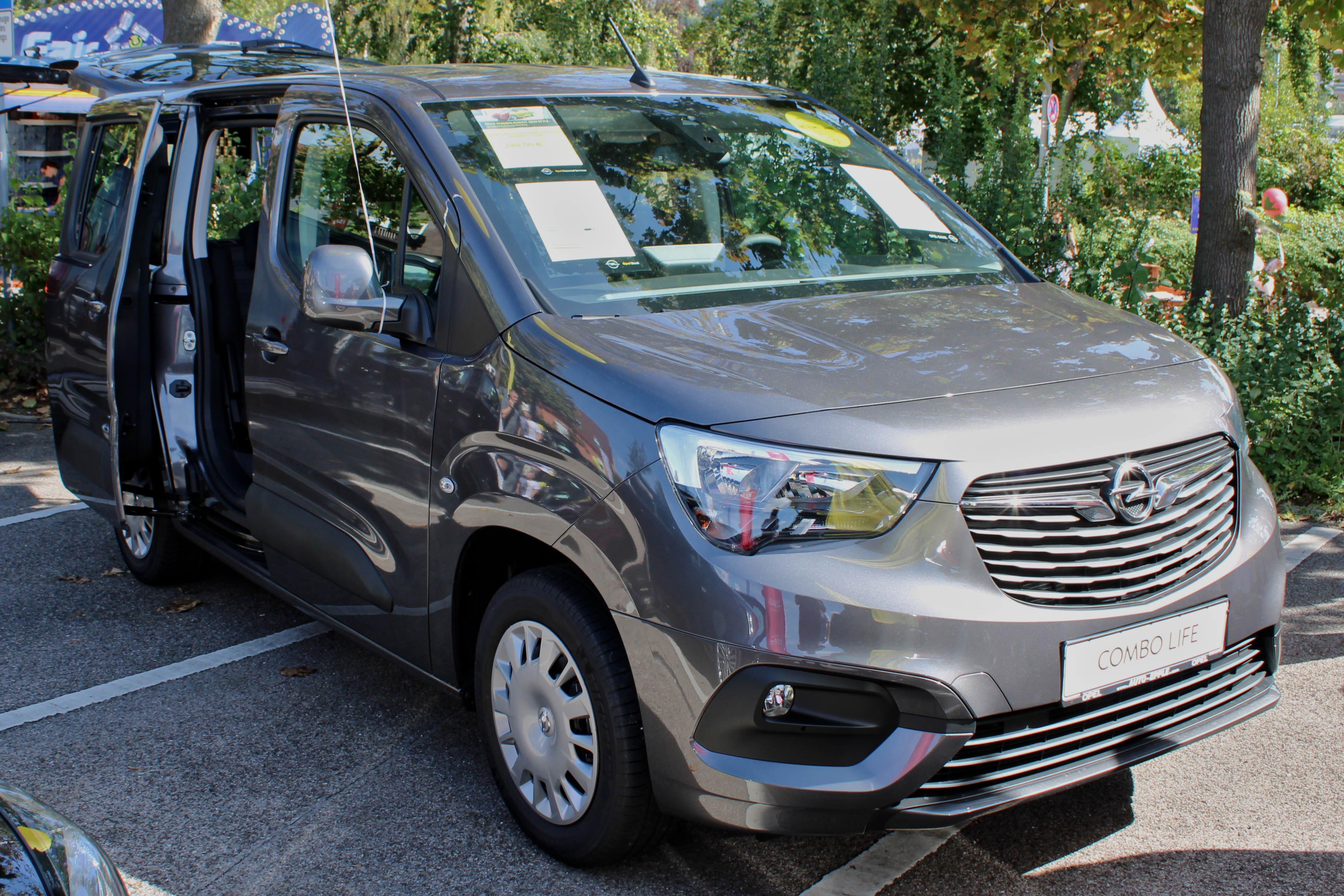
4ª geração do Opel Combo (2018-presente)